# Natalja Safronowa
Natalja Andriejewna Safronowa, ros. Наталья Андреевна Сафронова (ur. 6 lutego 1979 roku w Krasnojarsku) – rosyjska siatkarka, kapitan reprezentacji, występująca na pozycji przyjmującej. Powołanie do kadry narodowej otrzymała w 1996 roku.
Swoją karierę siatkarską rozpoczynała w drużynie Urałoczki Jekaterynburg, w której występowała do sezonu 2004/2005. W latach 2005–2009 występowała w rosyjskim Zarieczja Odincowo. Obecnie jest zawodniczką Dinama Moskwa. Wraz z reprezentacją w 2006 roku zdobyła złoty medal na Mistrzostwach Świata w  Japonii. W 2007 roku zdobyła brązowy medal Mistrzostw Europy.
3 grudnia 2009 roku zasłabła nagle podczas treningu. Przez osiemnaście dni przebywała w szpitalu w stanie śpiączki. Lekarze informują, że wystąpił u niej problem z naczyniami krwionośnymi mózgu, ale nie wiedzą dokładnie co jest tego przyczyną.
W kwietniu 2010 r. podano informację, że siatkarka czuję się lepiej, ale jest poddawana radioterapii, ponieważ istnieje zagrożenie nawrotu krwotoku.

## Osiągnięcia

### Reprezentacyjne

#### World Grand Prix
- - (1997, 1999, 2002)
- - (1998, 2003, 2006, 2009)

#### Mistrzostwa Europy
- - (1997, 2001)
- - (2005, 2007)

#### Mistrzostwa świata
- - (2006)
- - (1998, 2002)

#### Igrzyska olimpijskie
- - (2004)

### Klubowe

#### Mistrzostwo Rosji
- - (1996, 1997, 1998, 1999, 2000, 2001, 2002, 2003, 2004, 2005, 2008, 2009)
- - (2006, 2010)

#### Puchar Rosji
- -  (2006, 2007)

#### Puchar CEV
- - (2007)

#### Liga Mistrzyń
- (2008, 2009)